# John Maurice Clark
John Maurice Clark, né le 30 novembre 1884 à Northampton au Massachusetts et mort le 27 juin 1963 à Westport au Connecticut, est un économiste américain dont le travail combine la rigueur de l'analyse économique de école néo-classique avec une attitude  institutionnaliste. Il est le fils de l'économiste John Bates Clark.

## Apports

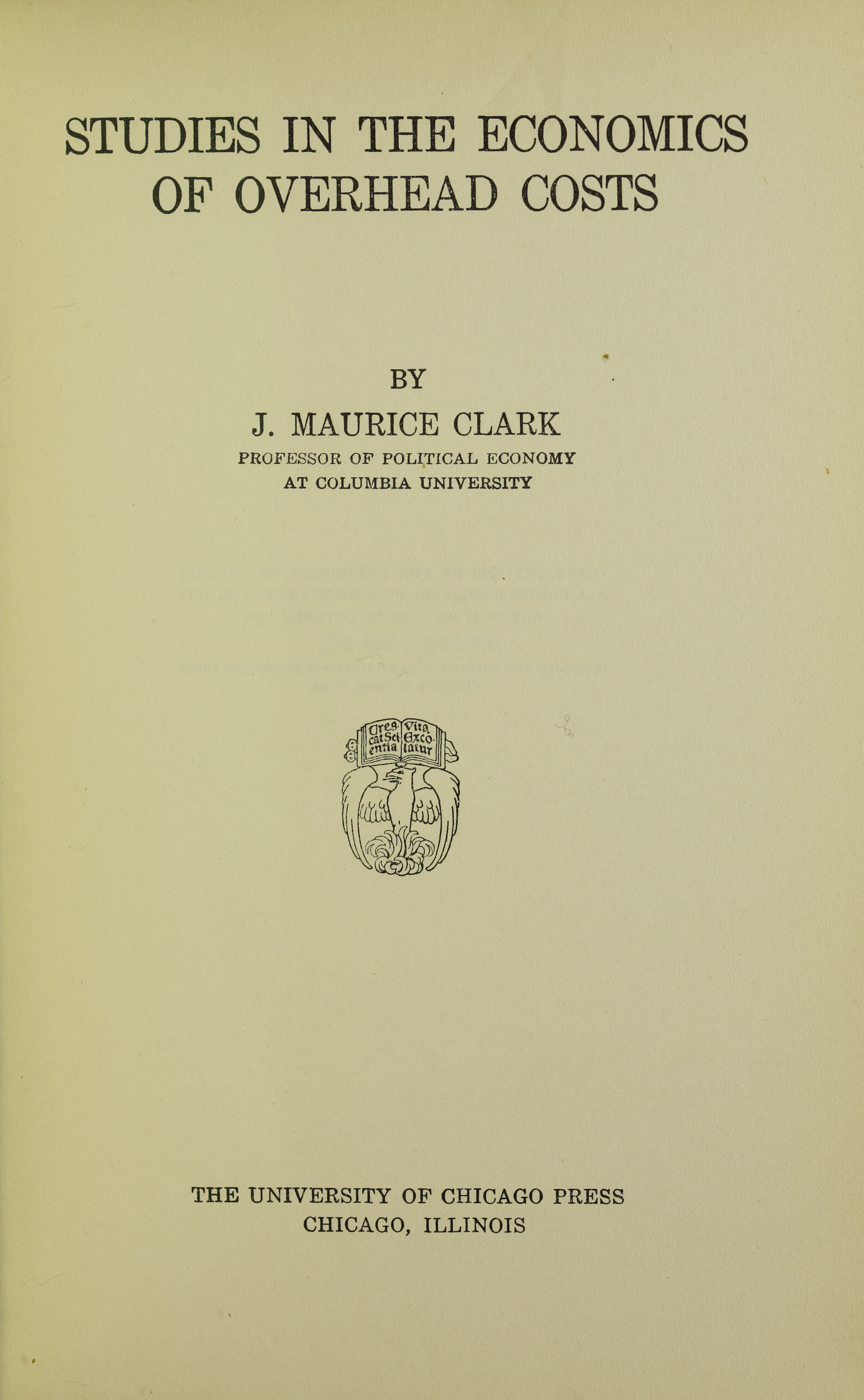
Studies in the economics of overhead costs, 1923

Il étudie au Amherst College et à l'université Columbia et enseigne par la suite à l'université de Chicago et à l'université Columbia où il succède à son père. son apport relativement novateur vis-à-vis du cadre libéral traditionnel peut être résumé comme suit :
- Description du mécanisme de « l'accélérateur » [1]  où il montre que le mouvement des affaires (la demande) peut induire un accroissement relatif plus important de la demande en moyens de production. Et spécifiquement affirme J. M. Clark à cause des facteurs techniques (la durée d'utilisation des équipements) impliqués dans le cycle économique :

« un changement d'une année à l'autre dans le taux de consommation a un effet temporaire sur la demande du produit intermédiaire qui est plus grande que son effet permanent, dans la mesure exacte où le montant total de l'investissement dans la production intermédiaire excède le montant annuellement dépensé pour le maintien de l'équipement »
- Théorie des coûts constants (ou coûts fixes) [2]
- Proposition d'une nouvelle conception de “l'objet de la théorie économique” : il est partisan d'une science économique moins abstraite et moins déductive et prône une approche faisant davantage place aux sciences humaines (étude des institutions, psychologie...)
- Tableau des institutions
- Définition des périodes de déséquilibre économique[3]

## Œuvre
- Standards of Reasonableness in Local Freight Discriminations (1910)
- Studies in the Economics of Overhead Costs Chicago, University of Chicago Press (1923)   (ISBN 0-312-16525-0)
- Social Control of Business (1926)
- The Costs of the World War to the American People (1931)
- Strategic Factors in Business Cycles (1934)
- The Economics of Planning Public Works (1935)
- Preface to Social Economics (1936)
- Toward a Concept of Workable Competitition. American Economic Review
- An Alternative to Serfdom (1948)
- The Ethical Basis of Economic Freedom (1955)
- Economic Institutions and Human Welfare (New York, Knopf, 1957, Library of Congress# 57005796)
- Competition as a Dynamic Process (1961)